# 春琴抄
《春琴抄》日语：），是日本作家谷崎润一郎于1933年创作的短篇小说。

## 故事概述
女主角春琴，原名鵙屋琴，是大阪一家药材商的女儿。她自幼天资聪颖，端庄优雅，因9岁时不幸罹患眼疾，自此双目失明。由于春琴在乐器（三弦琴）演奏上颇有天赋，便拜同为盲人的演奏家春松检校处学习琴艺。男主角佐助原本只是药材铺的小学徒，为双眼失明的小姐（即春琴）上下课，便被安排为护送；佐助极为忠诚地完成差事的同时，也被小姐所吸引，也渐渐地开始自学三弦琴后并拜小姐为师，成为小姐的门徒。之后二人关系进一步演变，既是师徒，亦主仆，亦难以分离的恋人。在春琴遭到意外事故毁容后，佐助自废双眼，与小姐一并成为盲人，只为“留存”小姐的永恒的美。

## 主題
故事讲述了明治时期的大阪，盲人女孩春琴与徒弟兼仆人佐助的感情故事。是日本近代文学有名的「畸恋」名篇，也是谷崎润一郎受虐美学的代表作，另一為《瘋癲老人日記》。
该小说对爱的诠释；如爱上了一个人，便是一个内心逐渐被此人逐渐占据取代的过程，双方之间所发生的事情与常理认知有所不同。在与春琴小姐的朝夕相伴下，佐助感受到春琴如阿修罗般的真实一面，她娴静端庄，举止从容优雅，时而秀丽可爱；但是在面对仆人和徒弟时，表现出的冷酷、心计和刻薄让人印象深刻。正是这矛盾共同体般的存在，小说“虐恋”由此为线索。也为接下来发生的事情留下了铺垫。
川端康成評價該作：“如此名作，难以言喻，唯有叹息。”（「ただ嘆息するばかりの名作で、言葉がない」）
小说中的“我”為旁觀敘事者视角，结合文中的鵙屋春琴传碑、佐助和春琴的弟子鵙泽照的回忆等資料，旁敲側擊地讲述春琴与佐助相识相守的始末。小说借第三人之口讲故事的画面感與推測，留下了敘事上空白，製造了遐想和回味的效果。

## 改編
《春琴抄》同名电影于1976年12月25日在日本上映，由山口百惠、三浦友和等出演。 片长: 97分钟

## 外部連結
- 『春琴抄』：新字新仮名 - 青空文庫（日語）